# Балдуин II от Холандия
Балдуин II от Холандия (на немски: Balduin II von Holland; на нидерландски: Boudewijn van Holland; † 28 април 1196, Майнц) от род Герулфинги от Графство Холандия, е от 1178 до 1196 г. епископ на Утрехт.

## Биография
Той е син на граф Дитрих VI от Холандия († 1157) и съпругата му София фон Салм-Рейнек († 1176), дъщеря на пфалцграф Ото I фон Салм († 1150) и съпругата му Гертруда фон Нортхайм († 1154). Брат е на Флоренс III (1138 – 1190) граф на Холандия, Ото I (1145 – 1208), граф на Бентхайм и на Дитрих I († 1197), епископ на Утрехт от 1196 г.
Балдуин тръгва през 1196 г. за Майнц, за да потърси помощ от император Хайнрих VI, но умира няколко дена след пристигането му. Погребан е в църквата Св. Мартин в Утрехт.